# Tridacna derasa
Tridacna derasa (hay còn gọi là Trai tượng phía Nam) là một loài động vật thân mềm hai mảnh vỏ trong họ Tridacnidae, siêu họ trai.

## Hình ảnh

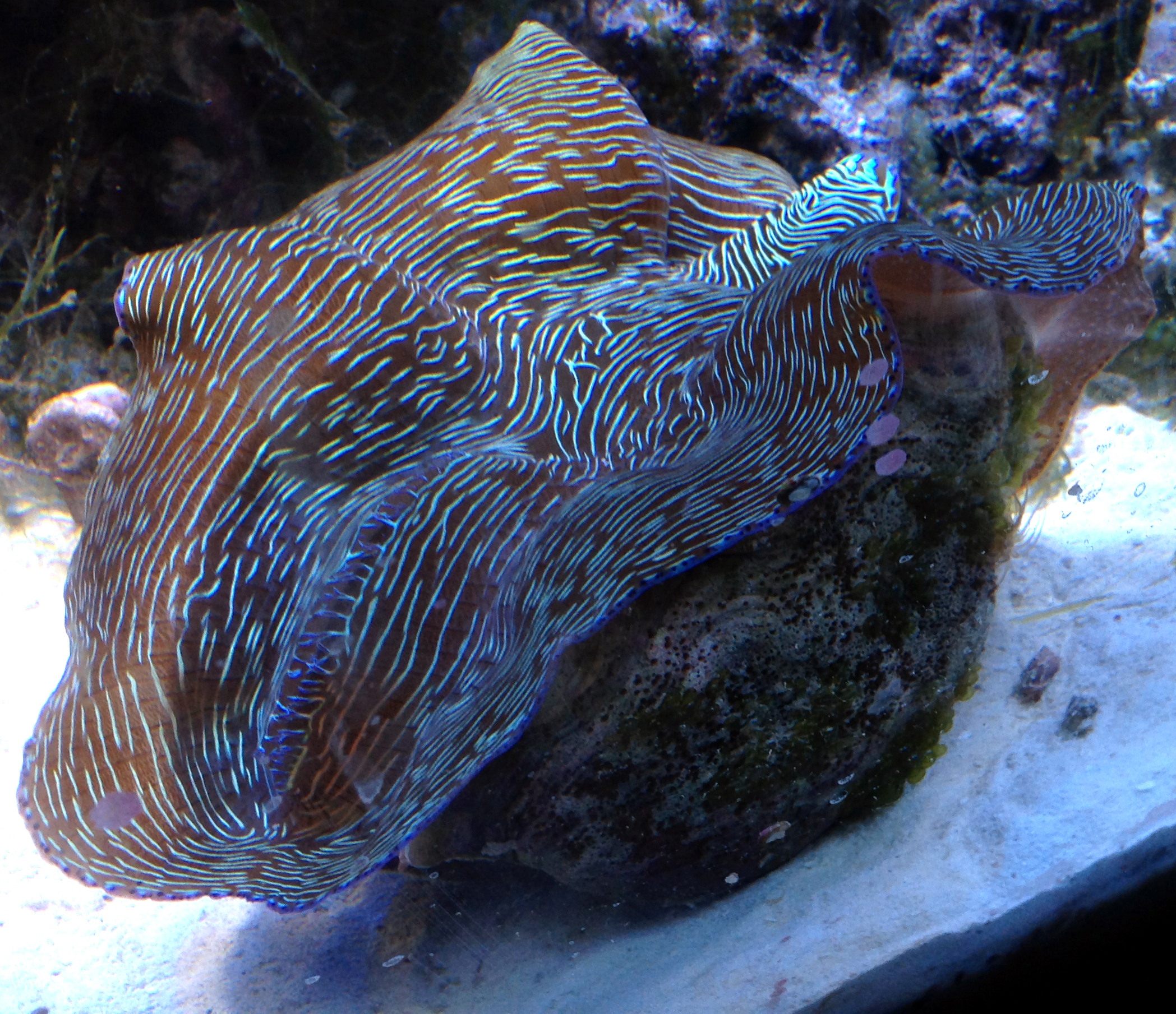
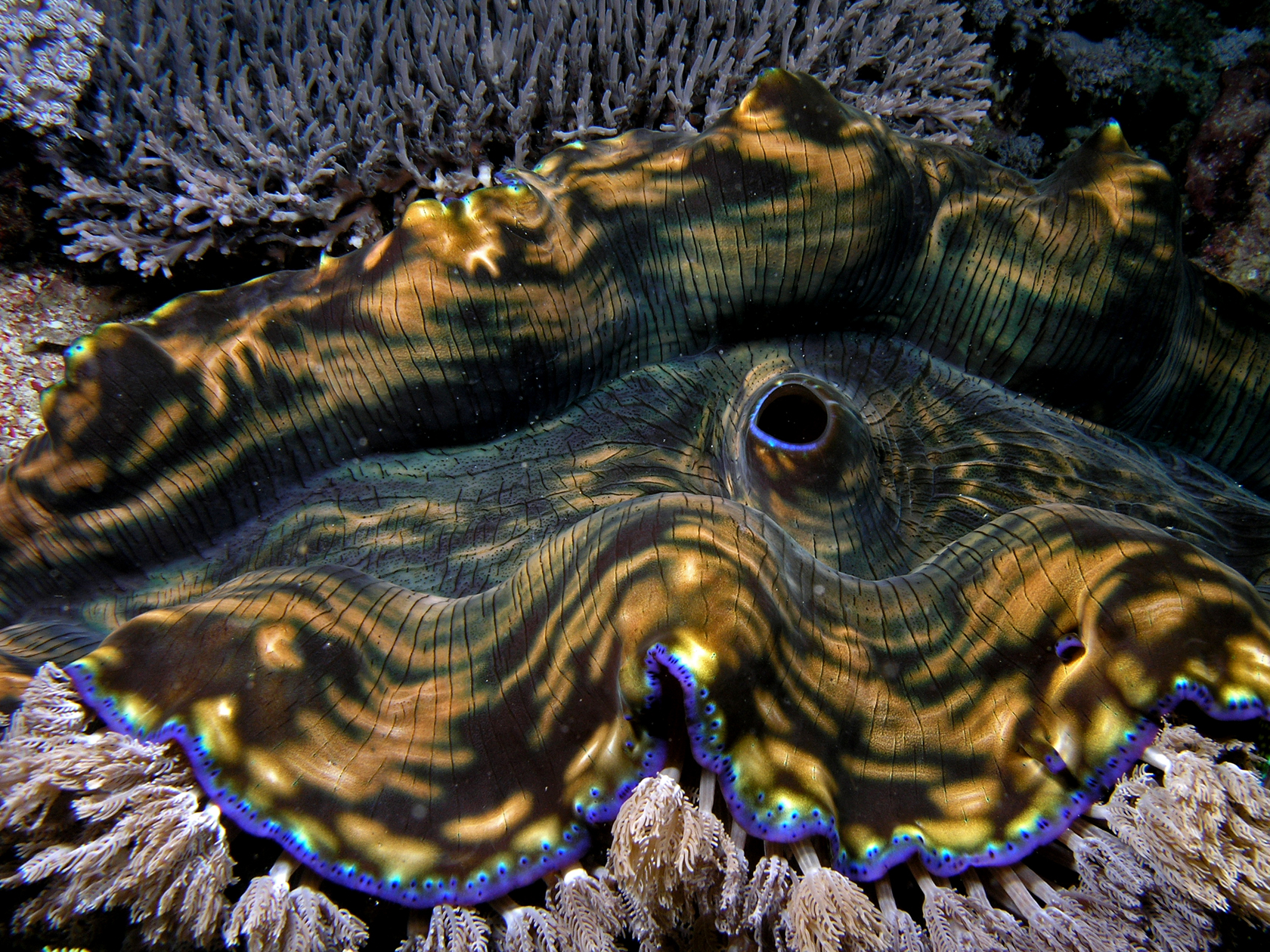
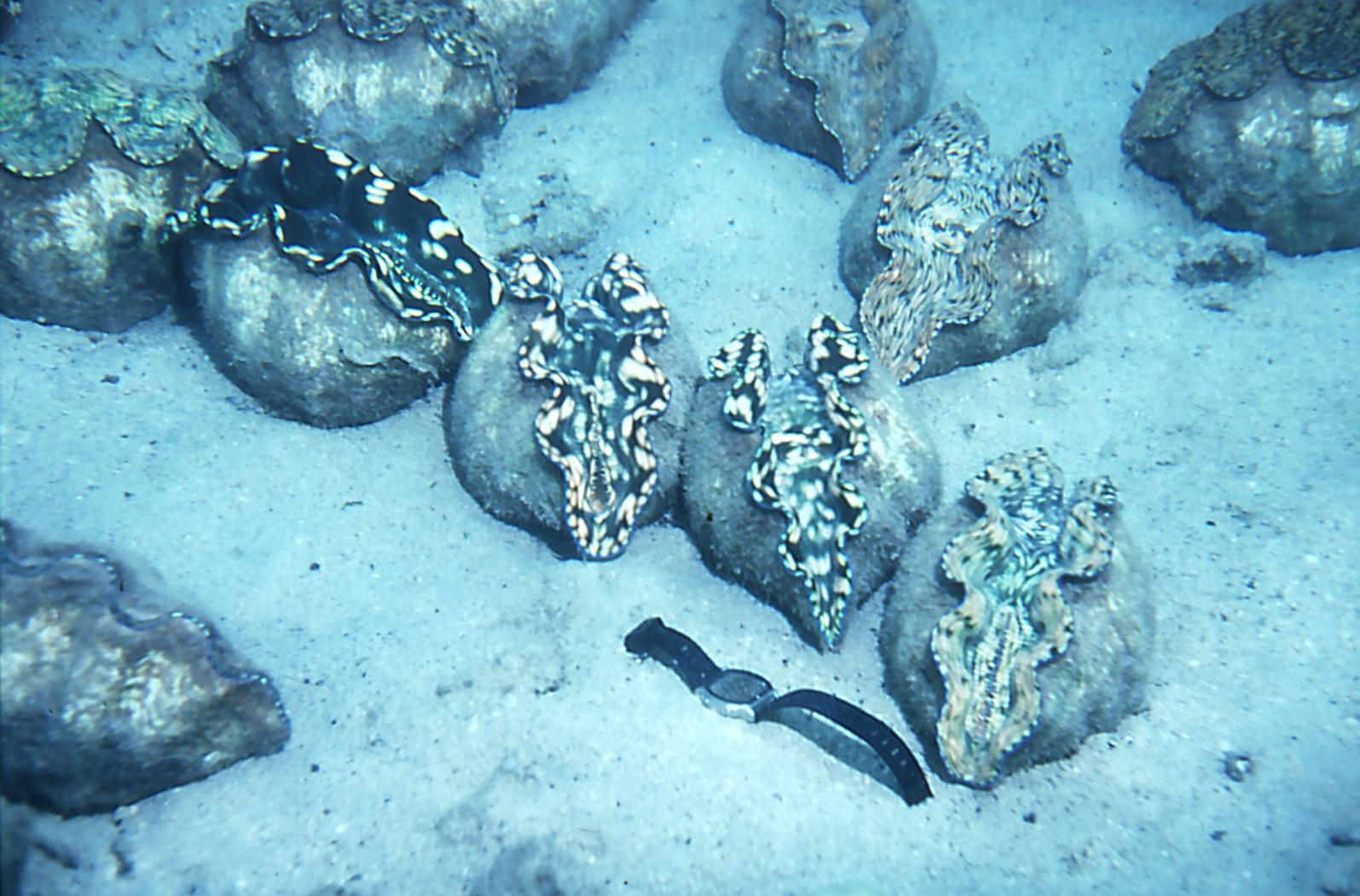
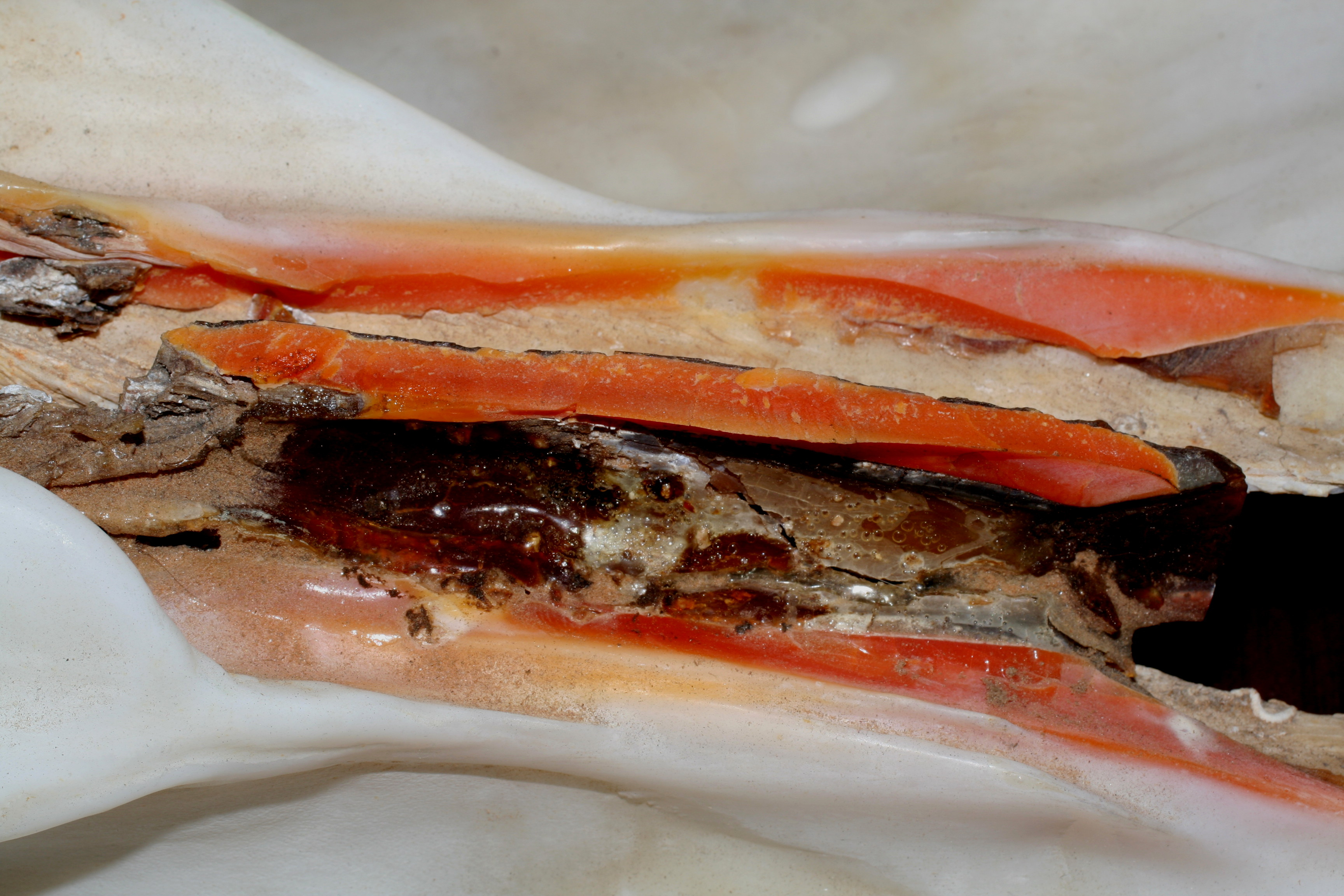